# Tzigane (Ravel)
Tzigane (Gitano) es una composición rapsódica escrita en 1924 por el compositor francés Maurice Ravel bajo comisión de la violinista húngara Jelly d´Aranyi —quien colaboró extensamente con Béla Bartók—, sobrina nieta de Joseph Joachim. La obra captura el espíritu de la improvisación gitana.

## Historia
La pieza fue terminada en 1924, justo dos días antes de su estreno en Londres, aunque fue inspirada dos años atrás, cuando conoció a d´Aranyi y le solicitó que interpretara algunas melodías del folklore gitano húngaro, a lo que ella respondió tocando una tras otra hasta poco antes del amanecer. Mientras que las sonatas de Ravel exigen gran complejidad musical al instrumentista, la Tzigane requiere más bien elementos de destreza técnica de parte del intérprete e incluso Ravel la describe como «pieza virtuosa al estilo de rapsodia húngara» o «pieza virtuosa al estilo Sarasate». Ravel compuso esta pieza mientras se hallaba tras el estreno de la sonata para violín y chelo por parte de la violinista Hélène Jourdan-Morhange. La pieza fue escrita originalmente para violín y piano con opción de sustituirlo por el luthéal —un piano desarrollado en el siglo XIX cuyo timbre imita al del címbalo húngaro—. A pesar de que la pieza tuvo gran éxito para la audiencia, sus colegas críticos no fueron muy amables con sus opiniones.
La Tzigane es la versión de Ravel de la música gitana que se escucha en Hungría y Europa del Este. El músico francés escuchó una interpretación de la música de Béla Bartók por Jelly d´Arányi al violín y Hans Kindelr al chelo, en una velada musical privada en Inglaterra en 1922, que incluyó también la ya mencionada sonata  de Ravel, quien fue completamente cautivado por el estilo y el carácter tanto de la música de Bartók como de la joven violinista, quien a la sazón contaba con 28 años de edad. Cuando se volcó de lleno a componer la pieza, Ravel estudió las danzas húngaras de Liszt, las rapsodias húngaras de Brahms y los caprichos de Paganini, como inspiración. No recurrió directamente a los hallazgos etnomusicológicos ni a las composiciones de Bartók, fuera de las melodías interpretadas por Aranyi, como se dijo al principio. En cambio, basó su interpretación de la música gitana en el repertorio escrito como imitación de la misma.
Las improvisaciones de Aranyi fueron añadidas más tarde por el propio compositor para completar el trabajo y la obra publicada incluía una dedicatoria para ella, quien dio la primera presentación en Londres en la fecha arriba mencionada, con acompañamiento de Henri Gil-Marchez en el luthéal.
Versiones subsecuentes de la pieza reemplazaban el luthéal con piano u orquesta (en un arreglo creado por el mismo Ravel). La primera presentación de la versión orquestal se llevó a cabo en París el 30 de noviembre de 1924 con los Concerts Colonne, bajo la dirección de Gabriel Pierné. La primera presentación con piano ocurrió en 1925, con Robert Soetens en el piano.
A finales del siglo XX la primera edición con acompañamiento en luthéal seguía disponible en las editoras. Sin embargo, para ese entonces la versión de emsamble de cámara dependía del piano como instrumento de acompañamiento. En este sentido, la Tzigane puede compararse con la Sonata Arpeggione de Schubert, pieza que también fue escrita para promover la popularidad de un instrumento poco común, pero cuando con el paso de los años la composición resultó ser más popular que el instrumento en sí, las presentaciones de la pieza pasaron a valerse de un instrumento más común (violonchelo en el caso de Schubert).
La obra se compone de un solo movimiento con una duración aproximada de diez minutos.

## Características
La Tzigane claramente representa el lado pasional de Ravel y es un tributo a la música de etnias exóticas. La pieza abre con una introducción por el violín como una rapsodia, destacando la improvisación emulando un lamento de forma lenta, y dándole cierta libertad al intérprete de manipular los ritmos, frases y tiempos a su forma, y el ataque de las notas será lo que le dé el carácter dramático. Esta introducción demanda gran técnica virtuosa, sobre todo por el pasaje que esta sobre la cuerda sol que incluye octavas dobles, arpegios en pizzicato con mano izquierda, armónicos naturales y artificiales. Las notas largas seguidas de notas rápidas que aparecen al inicio, sirven como una introducción hacia algo oscuro y de carácter lujurioso, siendo este tema el más importante de la pieza y que será variado a lo largo de esta. Serán unos dobles trinos los que marcarán la entrada de la orquesta y del arpa, quien marcará la primera transición, ambos instrumentos convergen finalmente con un acorde de la mayor que será reiterado enseguida por los chelos.
La primera presentación del tema aparece en el solo del violín que es acompañado por un pedal producido por las cuerdas graves del arpa. Enseguida se presentará un segundo tema que es tocado ahora por el clarinete mientras que el violín hace una armonía hasta que el tema regresa al violín nuevamente culminando con una cadencia de una escala cromática ascendente. Seguido de eso, el violín presentará nuevamente el tema A ahora con pizzicato con ambas manos teniendo gran dificultad este pasaje ya que demanda demasiados cambios de posición y posiciones complicadas para la mano izquierda; mientras que el oboe doblará su voz para darle claridad a la melodía, compases más adelante la orquesta presentará un tercer tema que cerrará con una cadencia en la mayor que fue precedida por un pasaje de pizzicato violento del violín. Ahora el violín tocara la melodía pero en armónicos mientras que la celesta lo acompaña de esta misma forma, el violín ira presentando las diferentes danzas haciendo algunas variaciones, acompañado por otros instrumentos, creando a su vez diferentes atmósferas y colores usando diferentes recursos violinísticos conforme vaya transcurriendo la obra hasta el final de la misma.
Acercándose al final de la pieza, se demanda una generosa cantidad de arcadas para el violín tomando un carácter un tanto maniaco que llegará hasta el final. La cadencia final podrá ser tocada manteniendo el puso o de igual forma irlo acelerando gradualmente hasta llegar a los acordes finales.